# Salon Nikon
Salon Nikon (ニコンサロン, Nikon saron) est le nom donné à des espaces d'exposition et des activités gérés par la société Nikon au Japon.

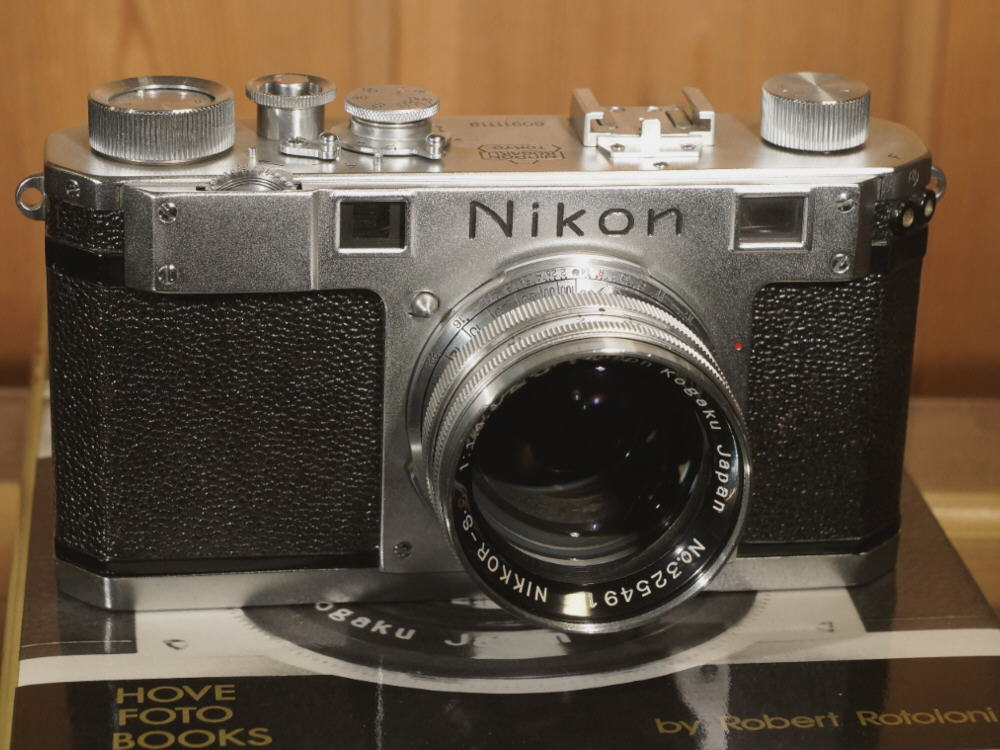
Caméra de la société Nikon

Le Ginza Nikon Salon (à Ginza, Tokyo) est inauguré en janvier 1968 (avec une exposition d’œuvres d'Ihei Kimura) pour célébrer le 50e anniversaire de Nippon Kōgaku (rebaptisé plus tard Nikon). Plus tard sont ouverts le Shinjuku Nikon Salon (Shinjuku, Tokyo) et le Osaka Nikon Salon (Umeda, Osaka). Nikon Salon organise également un concours international bisannuel de photographie, offre des recensions de portfolios et décerne des prix pour les meilleures expositions aux Salons Nikon : lee prix Ina Nobuo, le prix Miki Jun et deux prix Miki Jun Inspiration chaque mois de décembre. Toutes les activités du Salon Nikon sont ouvertes aux photographes, quel que soit le matériel photo qu'ils utilisent.